# Hélène Regelly
Hélène Regelly née Hélène Paulette Blanche Pellégé (épouse de Jean-François Delmas) le 28 avril 1904 dans le 4e arrondissement de Paris,, est une artiste lyrique (soprano) française connue essentiellement pendant les années 1930 pour ses rôles chantés dans des films et des opérettes.
Hélène Regelly meurt le 2 janvier 2001 à Villennes-sur-Seine. Elle repose au cimetière des Arches à Louveciennes (78).

## Filmographie
- Prix de beauté (Miss Europe) de Augusto Genina (1930)
- Si tu veux de André Hugon (1932)
- Berlingot (court-métrage) de Edmond T. Gréville (1933)
- La guerre des valses de Ludwig Berger et Raoul Ploquin (1933)
- L'agence Security (court-métrage) de Edmond T. Gréville (1936)

## Musiques de film
- Prix de beauté (Miss Europe) de Augusto Genina (1930) - Musique de René Sylviano ; chanson Je n'ai qu'un amour, c'est toi interprétée par Hélène Regelly qui y double Louise Brooks.
- Après l'amour de Léonce Perret (1931) - Musique de Ralph Erwin, paroles de René Pujol et Charles-Louis Pothier
- Le congrès s'amuse (Der Kongreß tanzt) de Erik Charell et Jean Boyer (1931) - Musique de Werner R. Heymann
- Si tu veux de André Hugon (1932) - Musique de Raoul Moretti ; paroles de Charles-Louis Pothier et André Hugon ; chanson Si tu veux interprétée par Armand Bernard et Hélène Regelly
- La Guerre des valses (Walzerkrieg) de Ludwig Berger (1933) - Musique de Alois Melichar
- La dactylo se marie de Joe May et René Pujol (1934) - Musique de Paul Abraham

## Opérettes
- L'Auberge du Cheval Blanc de Ralph Benatzky (livret d'Erik Charell, Hans Müller et Robert Gilbert, 1930) avec Hélène Regelly, Rose Carday, Monette Dinay, Lucien Dorval, Henri Vilbert, André Goavec, Georges Bever
- La Belle Hélène de Jacques Offenbach (livret de Henri Meilhac et Ludovic Halévy, 1864) avec Hélène Regelly et Henri-Laverne
- Frasquita de Franz Lehár (livret de Alfred Maria Willner et Heinz Reichert, 1922) avec Hélène Regelly
- La Mascotte de Edmond Audran (livret d'Henri Chivot et d'Alfred Duru, 1880) avec Hélène Regelly, Paul Minssart, Robert Jysor
- La Veuve joyeuse de Franz Lehár (livret de Victor Léon et Leo Stein, 1905) avec Hélène Regelly
- La vie parisienne de Jacques Offenbach (livret de Henri Meilhac et Ludovic Halévy, 1866). Version de 1931 avec Hélène Regelly et Henri-Laverne
- Le Chant des tropiques de Moisés Simóns (livret de Louis Sauvat et R. Chamfleury, 1936) avec Hélène Regelly
- Les cloches de Corneville de Robert Planquette (livret de Clairville et Charles Gabet, 1877) avec Hélène Regelly, Claire Brière, Robert Jysor, Georges Foix, Christian Duvaleix, Descombes
- Les Saltimbanques de Louis Ganne (livret de Maurice Ordonneau, 1899) avec Hélène Regelly, Jane Morlet, Henri-Laverne, Robert Jysor, Jean Hirigaray
- Mamzelle Prudhomme de Ferdinand Barlow (livret de Charles Bével, 1932) avec Hélène Regelly, Madeleine Vernon, Michèle Reynaud, Robert Destain, Michel Caron, Christos Grigoriou
- Mandrin de Josef Szulc (livret de André Rivoire et Romain Coolus, 1934) avec Hélène Regelly, Solange Renaux, Monette Dinay, Georges Jouatte, Robert Allard, Charles Friant
- Miss Helyett, de Edmond Audran (livret de Maxime Boucheron, 1890) avec Hélène Regelly et Marcel Roque

## Chansons
- Garde-moi ton amour - 1931 - Musique de Ralph Erwin, paroles de René Pujol et Charles-Louis Pothier
- Serait-ce un rêve ? - 1931 - Musique de Werner R. Heymann, paroles de Jean Boyer
- Hélène - 1932 - Musique de Jane Bos, paroles de Charles Trénet
- Si nous devons nous dire adieu - 1932 - Musique de Raoul Moretti, paroles de Charles-Louis Pothier et André Hugon
- La Violetera - 1932 - Musique de José Padilla, paroles de Albert Willemetz et Saint-Granier
- Ciribiribin - 1933 - Musique de Alberto Pestalozza, paroles de Carlo Tiochet.
- Dernières étreintes - 1933 - Arrangement musical de Gustave Goublier-Lemon
- En relisant vos lettres - 1933 - Musique de F. Masson-Kiek, paroles de F. Beissier
- Fiançailles - 1933 - Musique de Emile Wesly, paroles de Fabrice Lémon
- Tu mentirais - 1933 - Musique de Henry H. Tobias, Gene Wilbur et Allan Clarck, paroles de G.Phillipot
- Mets ta tête sur mon épaule - 1933 - Musique de Michel-Maurice Levy dit "Bétove", paroles de L. Lelièvre et G. Dolley
- Ninon je vous aime (valse l'Or et l'Argent de Franz Lehár, 1899) - 1933 - Arrangements de Adolphe Gauwin), paroles de Jean Daris
- Valse tendre...valse blonde - 1933 - Musique de Groche-Melchar, paroles de Jacques Bousquet
- Petit homme c'est l'heure de faire dodo - 1934 - Musique de Mabel Wayne, paroles de Louis Hennevé et Louis Palex
- Barcarolle d'amour (avec Jean Lumière) - 1935 - Musique de R. Cocheux, paroles de J. Legay
- Le bonheur n'est plus un rêve - 1935 - Musique de Billy Colson, paroles de Louis Poterat
- Deux cigarettes dans l'ombre - 1935 - Musique de Lew Pollack, paroles de Louis Hennevé et Louis Palex
- Je n'sais comment (avec Jean Lumière) - 1935 - Musique de Karl L. Hoschna, paroles de Jean Boyer
- Si nos cœurs s'appellent - 1937 (Aurelli - Keyne)
- Le vrai fandango - 1951 - Composition par Hélène Regelly